# Мост през Месинския проток
Мостът през Месинския проток е планиран 3,6 km дълъг висящ мост през Месинския пролив – тесен проток вода между Месина, Източна Сицилия и Реджо ди Калабрия, Южна Италия.
Идеята за мост, пресичащ протока, датира от римски времена. Дизайн за плаващ подводен тунел от тръби, закотвен към дъното, е създаден от британския инженер Алан Грант в международно състезание, обявено от италианското правителство през 1970 г. Този проект е награден с 1 от 6-те награди за първо място.
Плановете за моста са възродени след години дискусии, препланиране и несъгласие. През 2006 г., при министър-председателя Романо Проди, проектът е спрян. Въпреки това на 6 март 2009 г., като част от нова голяма програма, правителството на Силвио Берлускони съобщава, че наистина Месинският мост трябва да върви напред, определяйки цена от €1,3 млрд. като добавка към цялата цена от €6,1 млрд. Проектът е отменен отново на 26 февруари 2013 г. от правителството на министър-председателя Марио Монти поради бюджетни ограничения. Десетилетие по-късно проектът е възобновен отново с указ на правителството на Джорджия Мелони от 16 март 2023 г., който указ получава одобрението на президента на 31 март 2023 г. Строителството трябва да започне през април 2025 г., а завършването му се очаква през 2032 г.
Ако се завърши, мостът ще бъде сред най-дългите висящи мостове в света, почти 2 пъти по-дълъг от моста Акаши Кайкио. Той е част от Оста Берлин – Палермо (Линия 1) на Трансевропейската транспортна мрежа.
Мостът ще бъде широк над 60 метра. Ще има 6 платна за автомобили, 2 платна за пешеходци и железопътна линия, по която ще преминават до 200 влака дневно.